# レガスピ (フィリピン)
レガスピ（英語: City of Legazpi、ビコール語: Ciudad nin Legazpi、フィリピン語: Lungsod ng Legazpi）は、フィリピン中部アルバイ州の都市。アルバイ州の州都で、ビコル地方の政治的中心都市である。市の近郊には富士山のような特徴的な成層火山、マヨン山がそびえており周辺地域のシンボルになっている。レガスピーとも表記される。
ルソン島の南部に延びるビコル半島と、周囲の小さい島からなる二つの州・カタンドゥアネス州とマスバテ州との中間に位置し、東へ開いたアルバイ湾の奥にある港湾都市で、周囲の島への港や空港が整備されている。またフィリピン国鉄本線の南の終着駅でもある。
2000年の国勢調査では、人口は157,010人、世帯数は30,612世帯。集落（バランガイ）の数は70、面積は204.20平方km。住民のほとんど全部がカトリックで、レガスピ司教区が置かれている。

## 歴史
レガスピは16世紀にフィリピンを征服したスペイン人コンキスタドール、ミゲル・ロペス・デ・レガスピの名から取られた地名である。姓のレガスピは元来バスク地方のギプスコアの町レガスピを由来とする。
レガスピは、かつてアルバイを支配していた首長のガット・イバル (Gat Ibal) の領地（現在のサワンガン (Sawangan) というバランガイ）に入植した人々が建設した。小さな入植地は Banuang-gurang または Binanuahan （古い町、または古い土地の意）という名の低湿地を埋め、ニッパヤシやトウでできた小屋が集まる小規模な集落が広がった。サワンガンという元来の名は Sabang（海流が作った天然の埠頭）が訛ってできた。

## 文化と観光

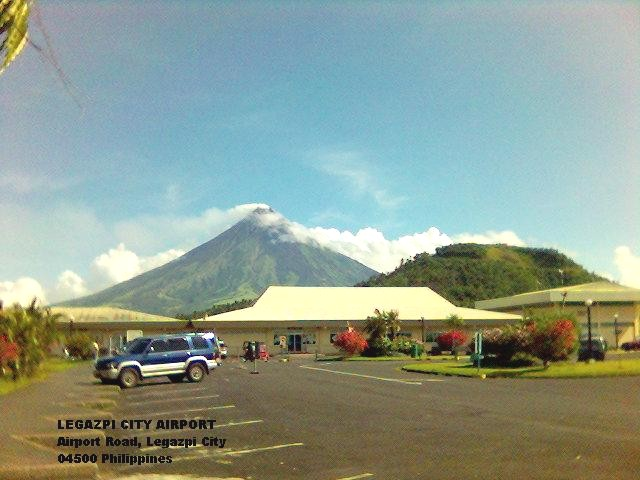
レガスピ空港から見た平時のマヨン山

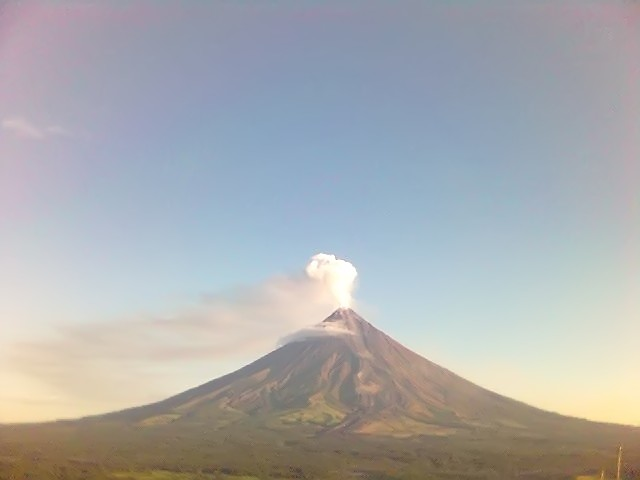
煙を吹くマヨン山

イバロン・フェスティバル (Ibalong Festival) はビコル地方でももっとも有名な、宗教とは関係のない祭典である。1990年代初めに始まり、毎年10月にレガスピ港地区のフィエスタと同時に行われていたが、現在は8月に行われている。レガスピは、毎年5月いっぱい繰り広げられるアルバイ地方の祭り、マガヨン・フェスティバル (Magayon Festival) の舞台でもある。
レガスピ市街の南東わずか15kmの位置には、形の美しさでフィリピンでも有名なマヨン火山がそびえており、火山活動が活発で危険な反面、街の観光のシンボルでもある。またレガスピ空港からの航空便で、ビコル地方の他の地域や島への観光の中継点にもなっている。
他の観光名所には以下のようなものがある。
- アルバイ・パーク・アンド・ワイルドライフ (The Albay Park and Wildlife) : ピクニックのための公園と森林。75種類の動物がいる。
- リバティ・ベル : 1945年、レガスピを日本軍から解放したアメリカ軍が設置したブロンズの鐘。
- ジャパニーズ・トンネル : 太平洋戦争時、日本軍が作った地下弾薬庫。
- レガスピ市立博物館 : 市の文化や歴史の展示。

レガスピでは多くの国際行事が開催されている。2001年のミス・アジア・パシフィックコンテストはここで開催され、2002年にはフリーメイソンの国際大会も開催された。

## 商業と経済
ビコル地方最大のショッピングモール、パシフィック・モール・レガスピ (Mall Legazpi) がランドコ・ビジネス・パーク内にある。また、近隣のタバコ市に本社を置きナガ市にも展開しているリバティ・コマーシャル・センター (LCC) はレガスピにも店舗があり、古くから親しまれている。
市役所やその他の公的機関は、アルバイ地区（オールド・アルバイとも、かつてレガスピ市に合併される前は独立した町でアルバイ州の州都だった）の新しい賑やかな繁華街にあり、周囲には多くのファストフード店のあるほか、24時間営業の店のないレガスピでは例外的に、多くのビストロが遅くまで開店している。レガスピはナガ市に次ぎビコル地方第二の金融の中心で、40前後の銀行や支店がある。
二つのケーブルテレビ会社（DCTVとESTV）のほか、ビコル地方や周囲の島嶼部全体に電波を発信しているテレビ局やラジオ局が数多くある。アルバイ・アストロドームは空調付の全天候スポーツアリーナであり、多くのスポーツ大会を開催している。
市には二つの大学がある。カトリック・アクィナス・ユニバーシティ・オブ・レガスピ (Catholic Aquinas University of Legazpi, AUL) と州立ビコル大学 (Bicol University, BU) は多くの学生を周囲から集めている。またマニラやシンガポールに本拠のある教育機関や職業訓練施設の支部もレガスピには数多く設置されている。
交通ではレガスピ駅が存在する。

## 姉妹都市
- 銚子市、日本
- バコロド、フィリピン
- ブトゥアン、フィリピン